# Eurystomus
Eurystomus és un gènere d'ocells de la família dels coràcids (Coraciidae) que habita en Àfrica i Àsia fins Nova Guinea i Austràlia.

## LLista d'espècies
Se n'han descrit dues espècies dins aquest gènere:
- gaig becgròs atzurat (Eurystomus azureus).
- gaig becgròs africà (Eurystomus glaucurus).
- gaig becgròs gorjablau (Eurystomus gularis).
- gaig blau oriental (Eurystomus orientalis).